# Будинок на площі Міцкевича, 9 (Львів)
Будинок № 9 на колишній площі Марійській — житловий будинок, збудований у XIX столітті та був однією з перших будівель на цій площі. Пам'ятка архітектури національного значення під охоронним № 1326. Будинок був зруйнований, нині на його місці компанією «Центр розвитку нерухомості» будується готель висотою 25 метрів.

## Історія
Будинок було збудовано архітектором Вільгельмом Шмідтом, у бідермаєрівському стилі, на місці колишнього Високого муру загальноміських укріплень для Венцеля Гудеця у 1839 році. Згодом власником будови став зять Гудеця  — Едмунд Задер. Близько 1880 року кам'яницю придбав відомий львівський промисловець Кароль Кіселька. Після його смерті у 1886 році тут мешкала з родиною одна з його трьох доньок — Кароліна Дулємбова, дружина відомого правника, міністра до справ Галичини Владислава Дулємби. Від початку 1870-х років у партері правого крила будинку містився магазин фірми «Рудольф Дітмар у Відні. Ц. к. привілейована фабрика ламп. Віденські блискавичні метеорні лампи». Це була філія відомої з 1840 року фабрики садового інвентарю братів Дітмарів («Gebrьder Ditmar»). Прізвище Дітмара пов'язане з великим відкриттям, яке зробили в 1852 році. В одній з найбільших галицьких аптек — «Під Золотою Зіркою» Петра Миколяша — фармацевт Ігнацій Лукасевич спільно з Яном Зегом, здійснили дистиляцію нафти, з якої вони отримали легкозаймисту речовину, яка отримала назву камфіном. У 1853 році Ігнацій Лукасевич на замовлення Р. Дітмара опрацював та сконструював гасову лампу.
В будинку за Польщі розташувалася редакція газети, спортивний клуб, салон мод, а також торгували делікатесами. У 1924—1939 роках тут був розташований Львівський відділ Єврейського центрального еміграційного товариства «JEAS»[джерело?]. У 1930-х роках тут знаходився Львівський союз артистів-пластиків.
Від радянських часів тут містився художньо-виробничий комбінат Художнього фонду УРСР, дитяча художня школа та Будинок художника, що згодом перейшли у «спадок» Львівській обласній організації Національній спілці художників України, у наріжнику — містилася перукарня. 1991 року пожежа знищила сусідній будинок № 10, а також вплинула і на сусідній будинок, де стався частковий обвал. Хоча будинок № 9 визнали аварійним лише 1997 року і того ж року будинок розібраний. На місці розібраної кам'яниці підконтрольна Віталієві Антонову структура «Центр розвитку нерухомості» з дозволу Львівської міської ради всупереч чинному пам'яткоохоронному законодавству будує готель з адміністративно-торговими приміщеннями та підземним паркінгом.